# Ch-55
Ch-55 (rusky Х-55, také známá jako RKV-500; kód NATO: AS-15 „Kent“) je sovětská a ruská podzvuková řízená střela vzduch-země navržená v 70. letech konstrukční kanceláří Raduga. Má dosah až 2 500 km (1 350 nmi) a může nést jaderné hlavice. Ch-55 je vypouštěna výhradně z bombardérů a vyšla z ní řada konvenčně vyzbrojených variant hlavně pro taktické použití jako Ch-65SE a Ch-SD, ale do služby se pravděpodobně dostaly pouze Ch-101 a Ch-555. Na rozdíl od všeobecného přesvědčení nebyla Ch-55 základem pro rakety S-10 Granat nebo RK-55 Relief (SS-N-21 „Sampson“ a SSC-X-4 „Slingshot“) vypouštěné z ponorek a země; ty vznikly v kanceláři NPO Novator. RK-55 je střele Ch-55 vypoustěné z letounů velmi podobná, ale Ch-55 má dvouproudový motor a vznikla v kanceláři MKB Raduga. Obě vytvořily základ raket, které vznikly po konci studené války, zejména Sizzler, který má fázi nadzvukového přiblížení.

## Nasazení
Podle ukrajinských zdrojů byly ruské řízené střely, možná typu Ch-555, vypáleny 17. března 2022 z oblasti Černého moře na letecké opravny ve Lvově během počáteční fáze ruské invaze na Ukrajinu. Podle ukrajinské armády byly 2 ze 6 řízených střel údajně zachyceny ukrajinskou protivzdušnou obranou. V průběhu války (během roku 2022) jsou střely Ch-55 i nadále intenzivně používány, mimo jiné i s cílem vyčerpat kapacity ukrajinské protivzdušné obrany.
Raketa Ch-55 s klamnou hlavicí naplněnou betonem dopadla 16. prosince 2022 po ztrátě kurzu na polské území do lesa 15 km západně od města Bydhošť. Podle polského předsedy vlády Mateusze Morawieckého byla střela zachycena polskými radary, letěla nad polským územím asi 30 minut a vzletěla kvůli ní i letadla F-35, která s ní však ztratila kontakt. Nalezena byla až náhodně jezdcem na koni 22. dubna 2023. Není jasné, zda pád rakety v Polsku poblíž leteckých opraváren v Bydhošti, které se zabývají vojenskou pomocí pro Ukrajinu, způsobila technická porucha staré rakety, nebo šlo o provokaci.